# Asterothamnus
Asterothamnus là một chi thực vật có hoa trong họ Cúc (Asteraceae).

## Loài
Chi Asterothamnus gồm các loài: